# Valea Trandafirilor (Chișinău)
Valea Trandafirilor este un parc situat în sectorul Botanica, Chișinău, Republica Moldova. Parcul se întinde pe o suprafață de 145 de hectare dintre care 9 hectare suprafață de apă. A fost amenajat în 1968 pe locul unui deal cultivat cu trandafiri, fiind trase alei și diguite malurile apelor. Inaugurarea a avut loc în 1969.
În perioada comunistă parcul purta denumirea de «Parcul orășenesc de cultură și odihnă „Lenin”».
În interiorul parcului se află restaurante, plaje, terenuri pentru copii și pentru sport. La marginea parcului, lângă str. Trandafirilor, se află Memorialul victimelor de la Cernobîl și un parc de distracție, unicul din Chișinău în care funcționează o roată panoramică. În anii 1980 pe teritoriul parcului se mai aflau și un cinematograf, o estradă cu 1000 de locuri, cât și un cartodrom. Aleea principală continuă în str. Valea Trandafirilor.
Pe suprafața parcului, lângă bd. Decebal, se construiește zona rezidențială Melestiu, alcătuită din 8 blocuri, centre comerciale și parcare subterană. Finalizarea proiectului este prognozată pentru anul 2015.

## Galerie

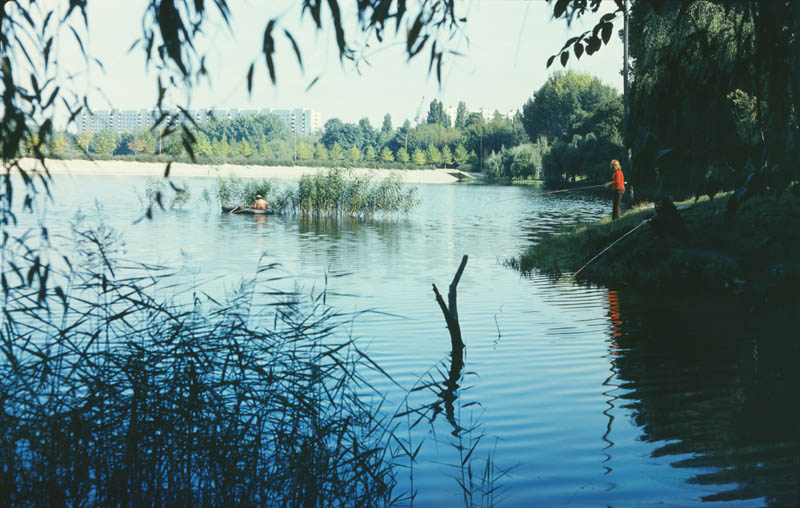
Parcul în 1980.
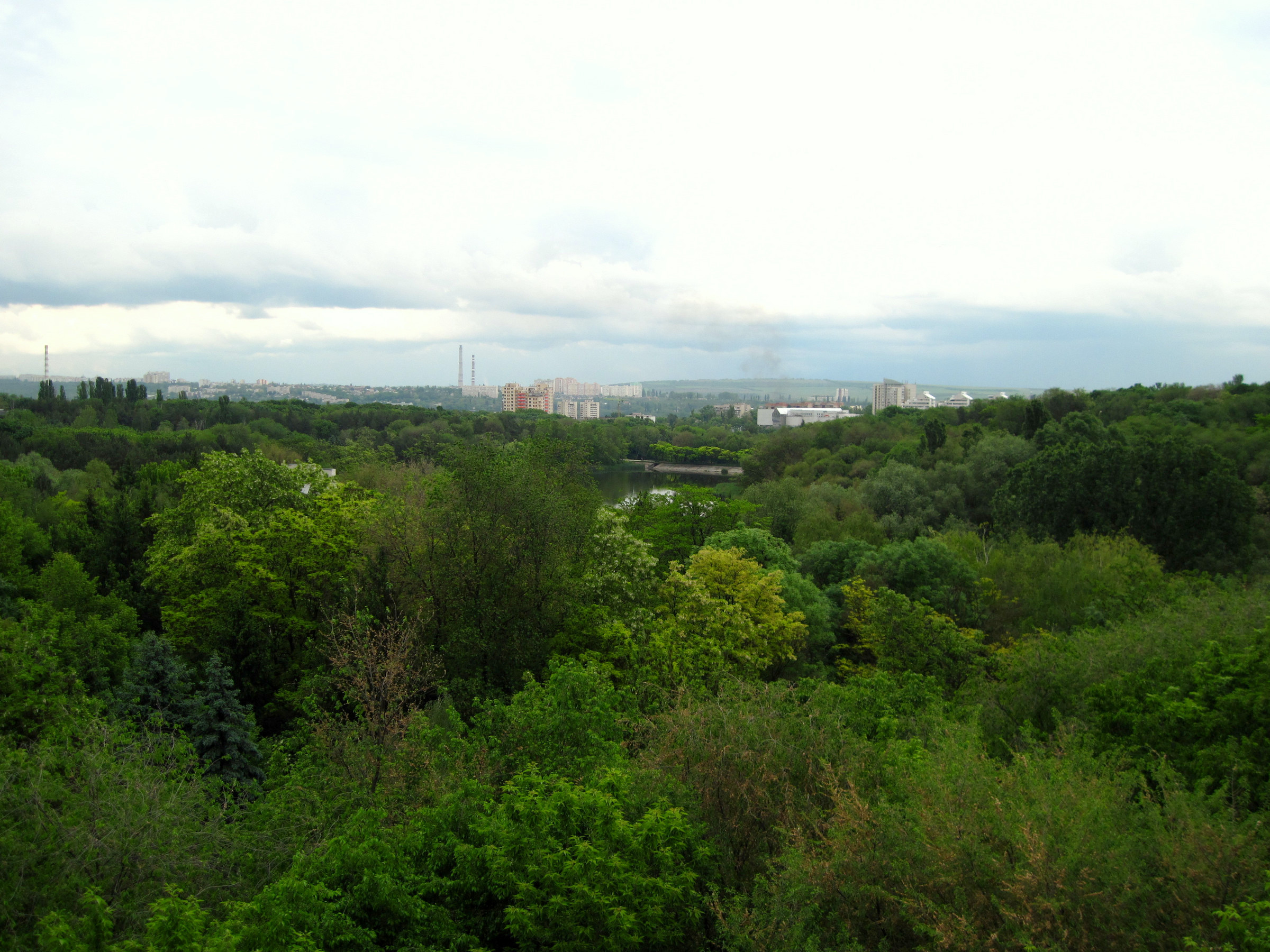
Vedere de ansamblu
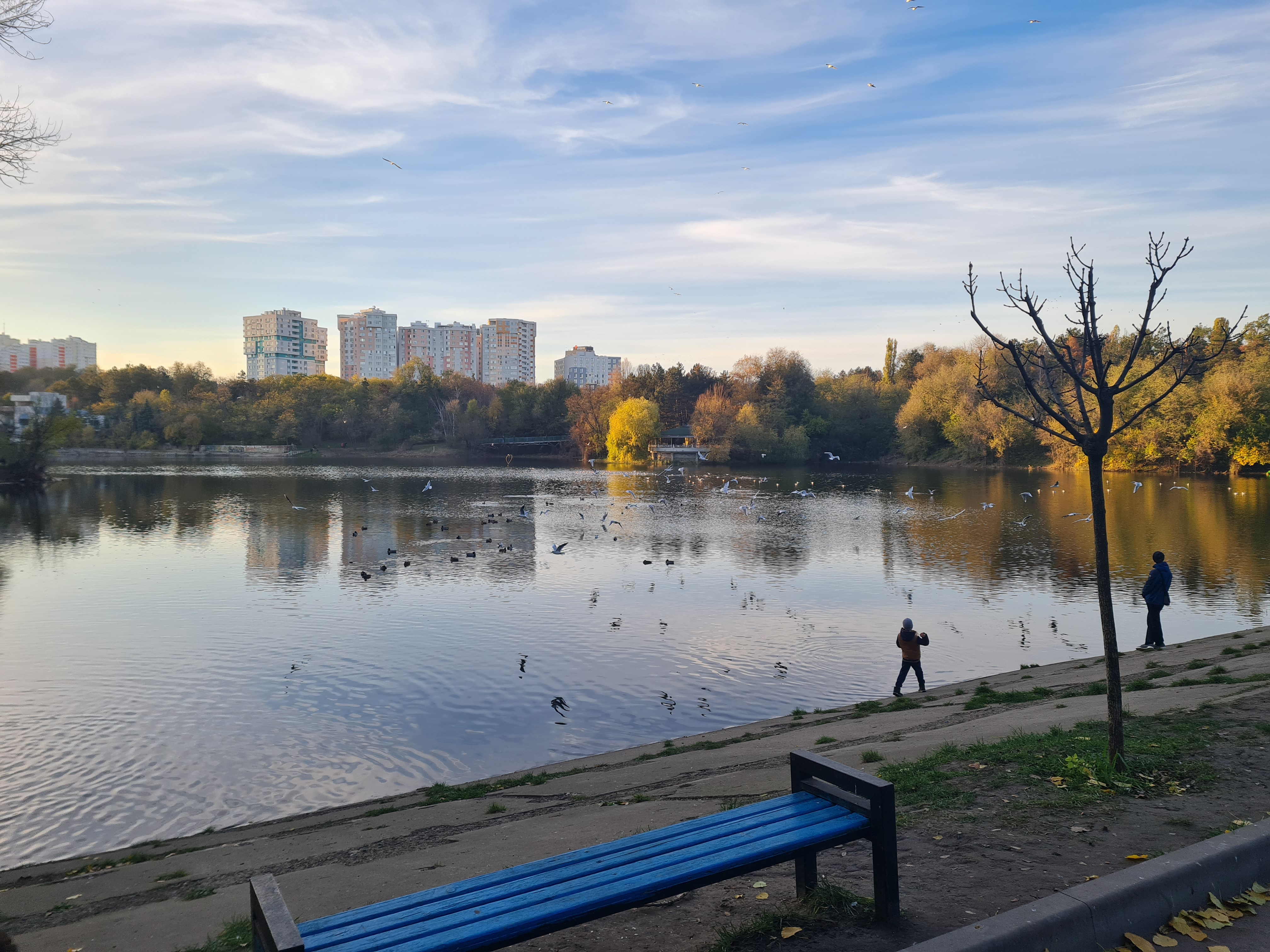
Primul lac
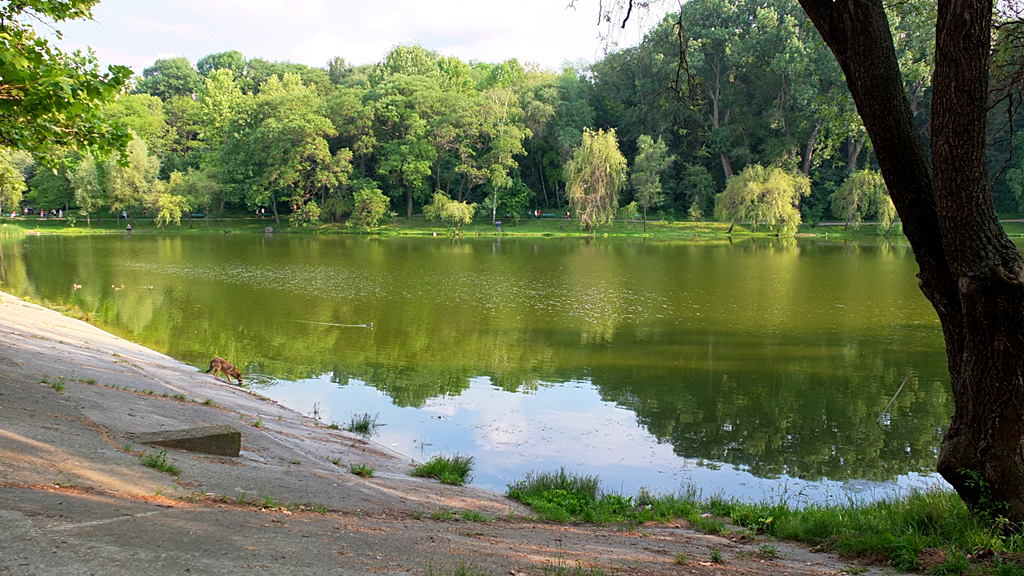
Al doilea lac
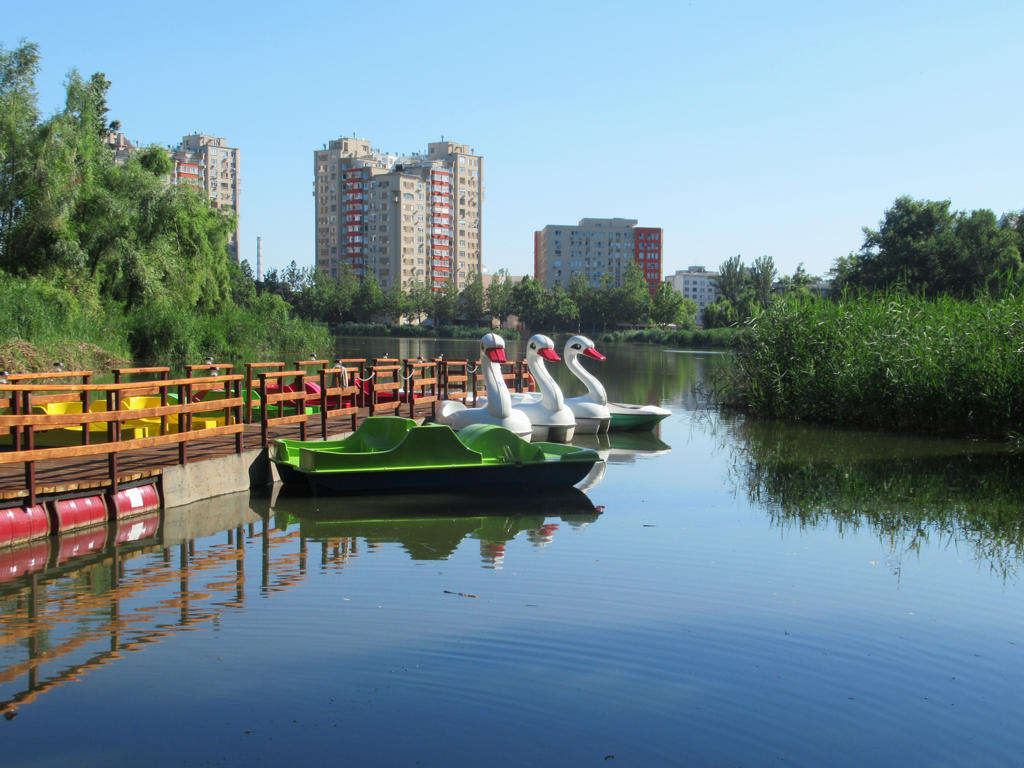
Bărci la malul celui de-al treilea lac
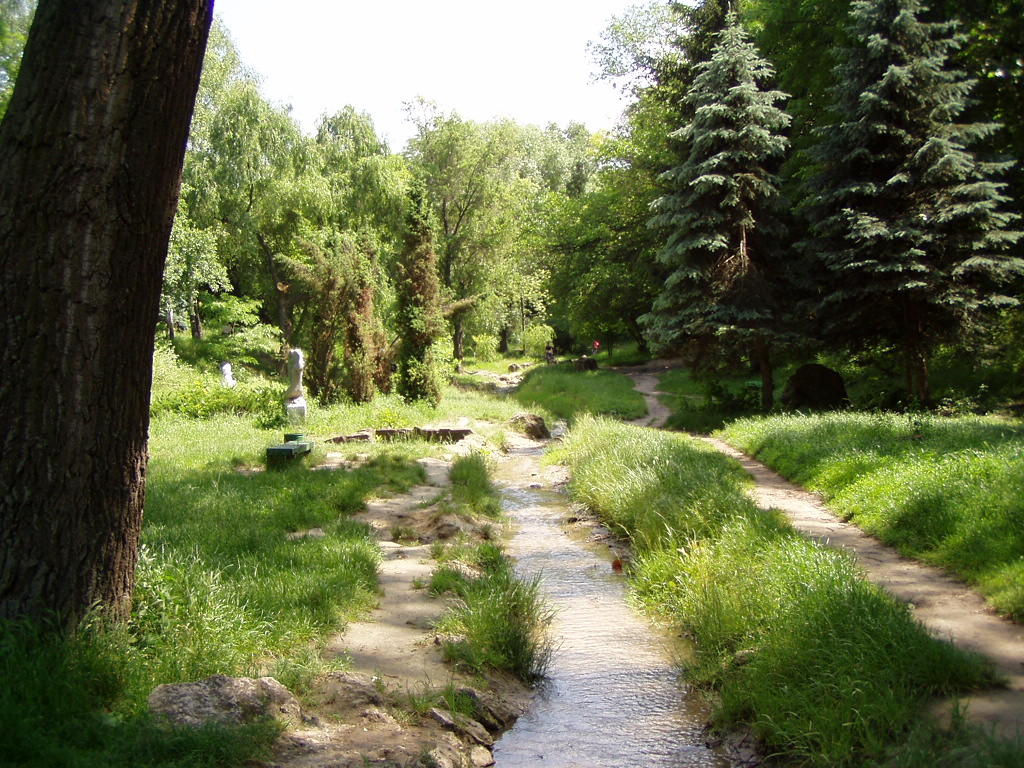
Curs de apă
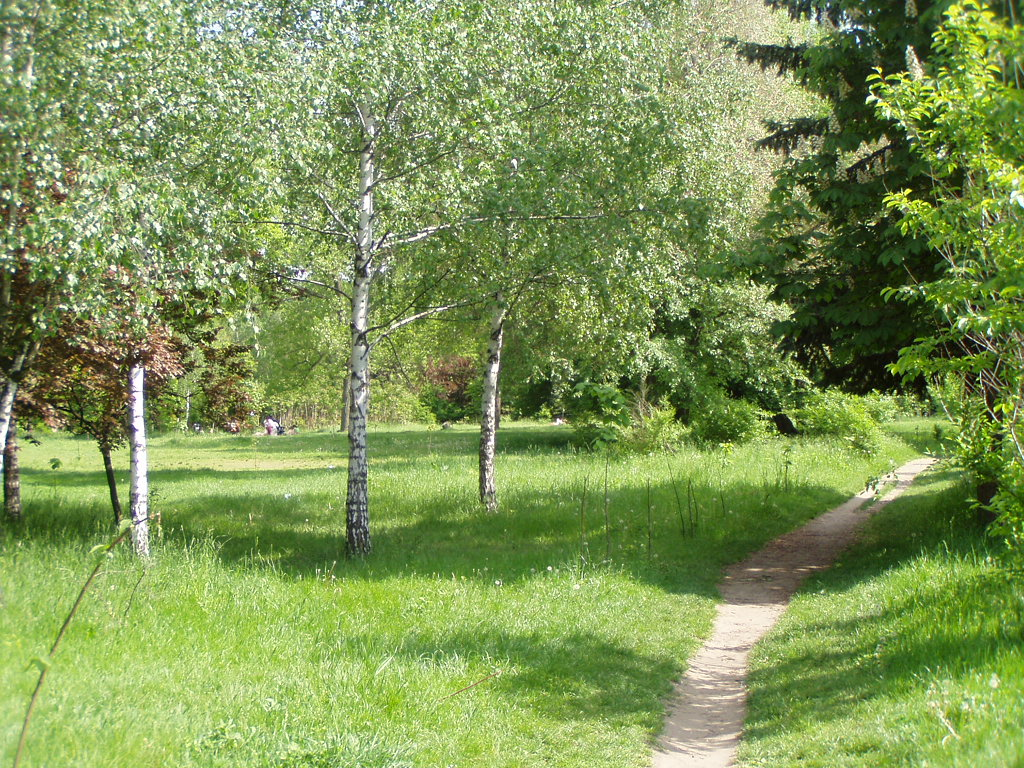
Potecă
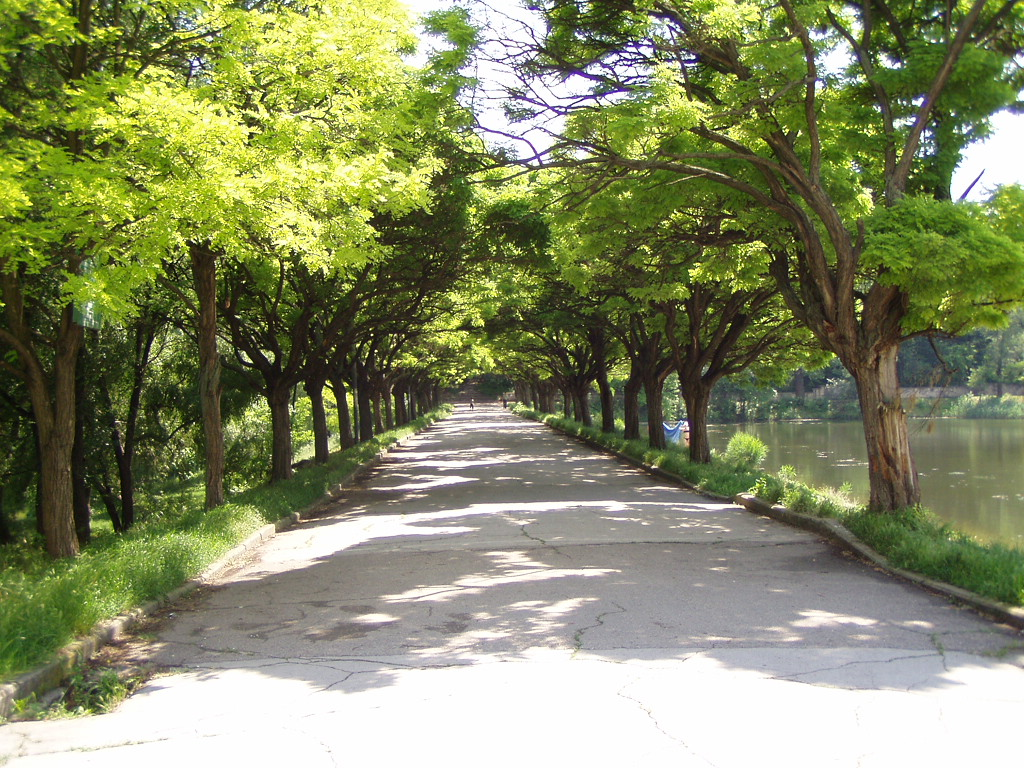
O alee din parc (până la renovare)
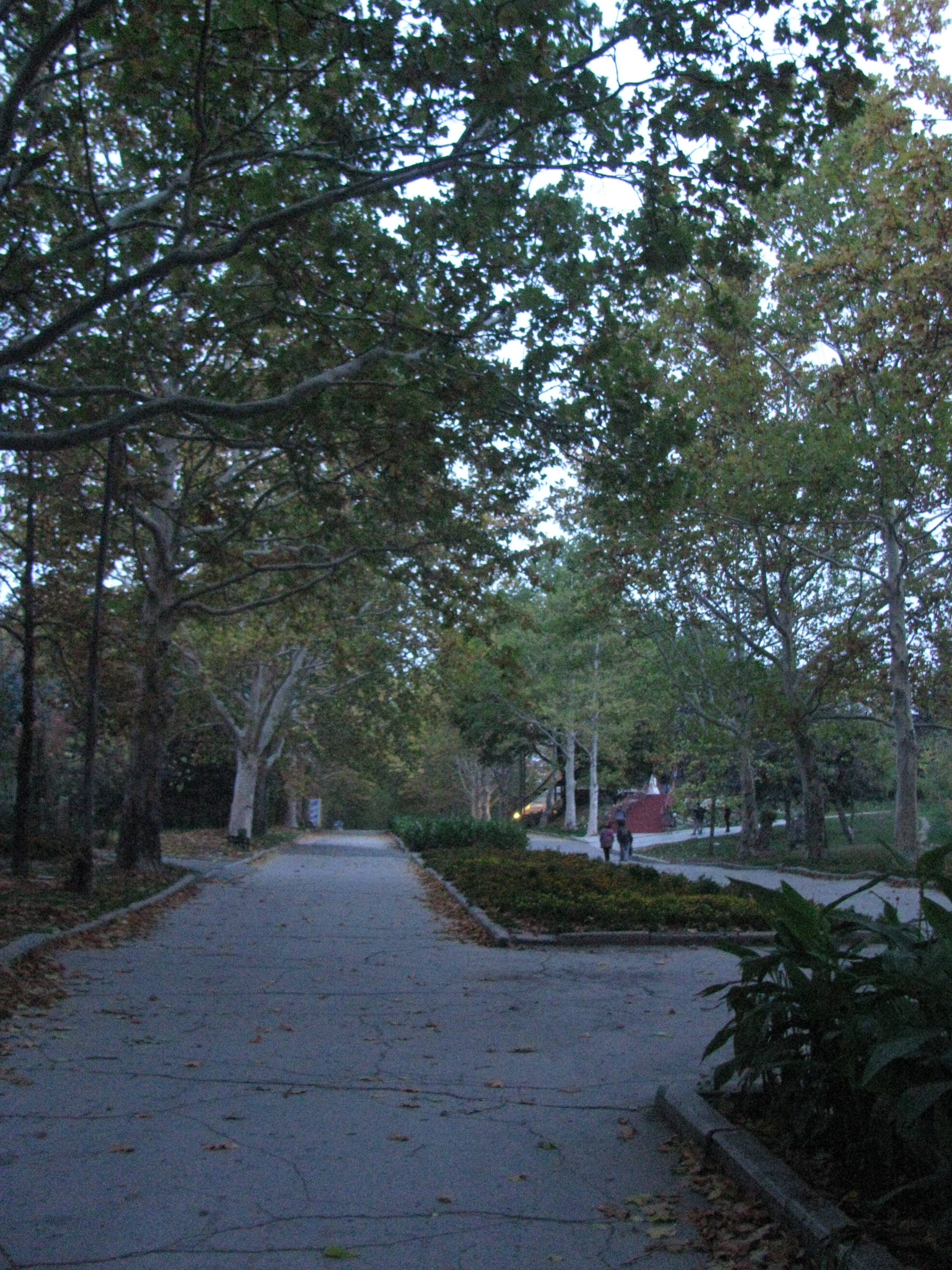
Aleea Trandafirilor (până la renovare)
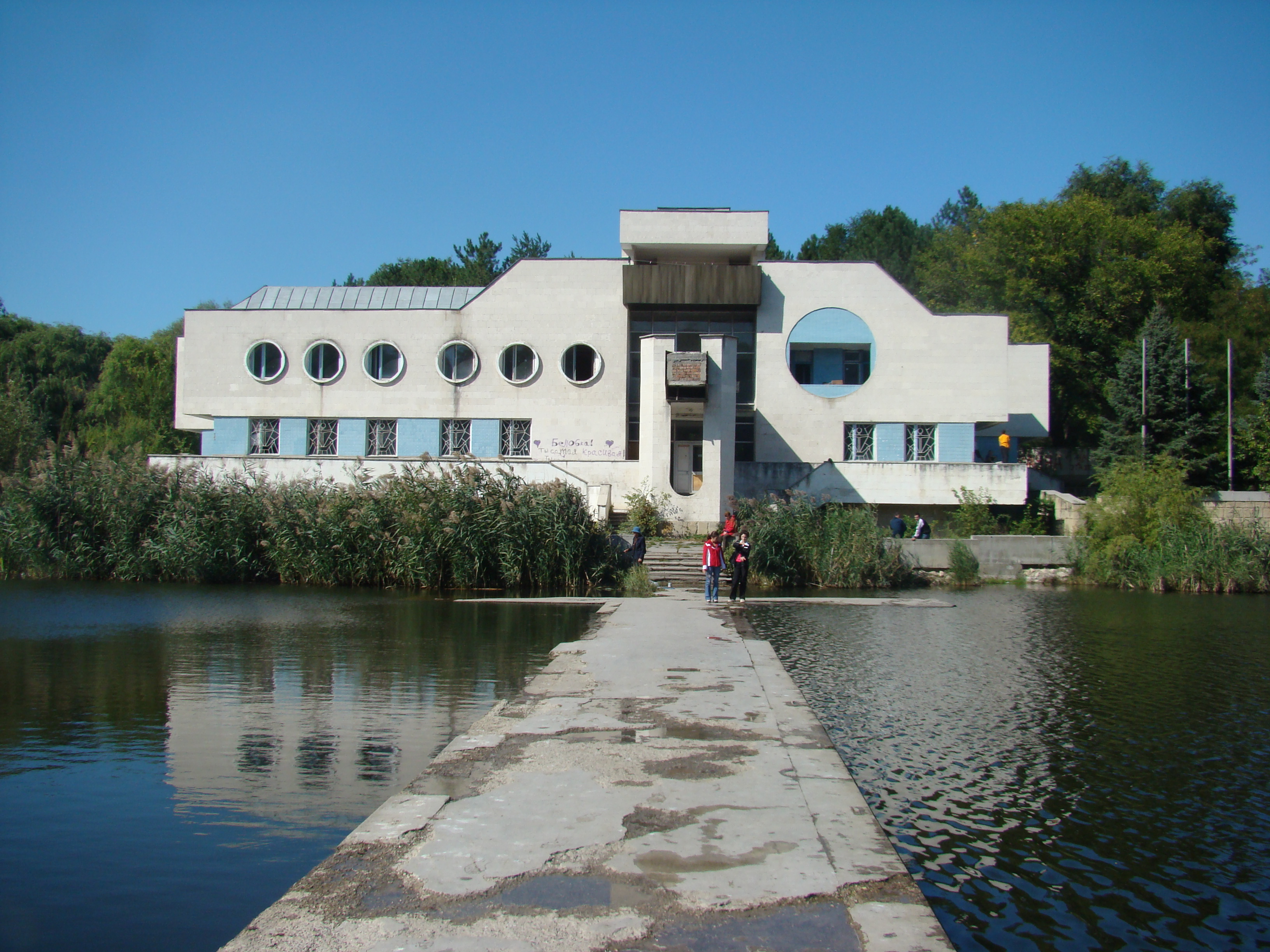
Fost restaurant